# Água virtual
O conceito de "'água virtual"' representa: o comércio indireto de água dos produtos. Diálogos em ambiente e sociedade no Brasil, Foi criado por John Anthony Allan, professor da School of Oriental & African Studies da University of London.
Em relação ao conceito de água virtual, há quem não concorde. Algumas pessoas contestam que nem toda a água utilizada para produção de um bem permanece nele até o final, ou seja, no caso da produção agrícola o cultivo de determinada cultura requer nenhuma quantidade de água, entretanto, nas etapas de produção, muita água utilizada no processo evapora ou condensa e retorna ao ciclo da água, não estando mais contida, portanto, na conta inicial da água utilizada no processo, esta "água virtual" não é visível. Ainda assim, o conceito de água virtual ou de água viva torna-se cada vez mais recorrente, em especial por esse constituir um bem cada vez mais escasso. Em alguns locais, a quantidade de água virtual de um produto torna-se fator determinante para a sua produção. No caso da Europa, alguns países optam por não produzir determinadas culturas que demandam de uma quantidade bastante significativa de água na sua produção, como o melão ou a banana, dentre outros. Sendo a água um elemento escasso, não compensaria exportá-la na produção de produtos que abasteceriam outro país.